# 青山幸道
青山 幸道（あおやま よしみち）は、江戸時代中期の大名。丹後国宮津藩の第2代藩主、美濃国郡上藩の初代藩主。官位は従五位下・大和守。幸成系青山家5代。

## 略歴
享保10年（1725年）、宮津藩初代藩主・青山幸秀の三男として生まれる。庶子であったが、同年に弟で嫡男だった幸篤が病弱を理由で廃嫡されたため、延享元年（1744年）5月に世子となった。同年10月晦日、父の死去により跡を継ぎ宮津藩主となる。同年12月16日、従五位下・大膳亮に叙任。
宝暦8年（1758年）12月27日に美濃郡上藩に移封される。宝暦10年（1760年）6月3日、大蔵少輔に遷任。宝暦13年（1763年）12月、大和守に転任。
郡上の前藩主金森頼錦は郡上一揆・石徹白騒動などにより宝暦8年（1758年）12月に改易されており、幸道の移封はそのあとを受けてのものであった。藩政においては、金森家の統治による領民の不満を無くそうと、新たな検地や法令制定などを行なって、藩政の安定化を図った。「郡上おどり」発祥の一説として、幸道による領民慰撫策が挙げられることがある。また、郡上八幡城を改修し、城下にあたる殿町に居館を設けた。
一方で安永2年（1773年）、隣国である幕府領飛騨国で百姓一揆（大原騒動の安永騒動）が発生すると、飛騨周辺諸藩と共に鎮圧のために出兵した。厳しく弾圧したために領民の恨みを買ったといわれている。
安永4年（1775年）11月11日、長男の幸完に家督を譲って隠居し、安永8年（1779年）10月晦日に死去した。享年55。

## 系譜
父母
- 青山幸秀（父）

正室
- 松平光慈の娘

子女
- 青山幸完（三男）
- 青山幸卓（四男）
- 青山幸賢（五男）
- 妻木頼功（六男）
- 秋田倩季継室
- 青山幸発正室